# Корантейн
Коранте́йн (Корантайн, нід. Corantijn, англ. Courantyne) — річка на півночі Південної Америки. Слугує кордоном між країнами Гаяна (Корантайн) та Суринам (Корантейн).
Довжина річки становить 724 км. Площа басейну становить 56 тис. км².
Бере початок на сході Гвіанського плоскогір'я як Куруні (Coeroeni). Протікає по північному схилу плоскогір'я та по Гвіанській низовині серед вологих екваторіальних лісів, утворюючи «зелені тунелі». Впадає до Атлантичного океану, утворюючи естуарій.
Має численні пороги та водоспади, окрім ділянки в нижній течії. Перед порогами річка розливається на велику територію, утворюючи численні острівця бістуриси.
Живлення дощове. Період паводків приходиться на літо. Річка багатоводна протягом всього року. Пересічні витрати води становлять 1 200 м³/с.
Річка судноплавна для великих суден на 70 км від гирла — до міста Орилла (Гаяна).